# Атипова депресія
Атипова депресія — це депресія, що має багато симптомів великого депресивного розладу або дистимії, але у відповідь на позитивні події відбувається покращення настрою (чого не стається у випадку меланхолійної депресії). Атипову депресію часто супроводжують помітне збільшення ваги або підвищення апетиту, сонливість, відчуття важкості в кінцівках та чутливість до соціального неприйняття.
Попри свою назву, атипова депресія не є рідкісною. Назва пов'язана з двома причинами: атипову депресію ідентифікували з її "унікальними" симптомами уже після меланхолійної депресії, а реакції цих форм депресії на два різні класи доступних тоді антидепресантів відрізнялася між собою (інгібітори моноаміноксидази давали клінічно підтверджені позитивні результати для атипової депресії, тоді як трициклічні антидепресанти — ні).
Атипова депресія вражає жінок в 4 рази частіше, ніж чоловіків. Епізоди атипової депресії проявляються в більш ранньому віці (14-18 років) і є більш хронічними, ніж у великого депресивного розладу, маючи лише часткову ремісію між епізодами. Молодші особи частіше мають атипові епізоди, тоді як старші — меланхолійні. Атипова депресія має високу коморбідність із тривожними розладами, несе вищий ризик суїцидальної поведінки, а також має чітку психопатологію та біологічні риси. Атипова депресія частіше трапляється у людей із біполярним розладом першого та другого типів, циклотимією та сезонним афективним розладом.